# Cyril Ramaphosa
Matamela Cyril Ramaphosa (Soweto, 17 november 1952) is een Zuid-Afrikaanse politicus en sinds 15 februari 2018 de president van Zuid-Afrika. Tevens is hij sinds 18 december 2017 voorzitter van het ANC.

## Biografie

### Jeugdjaren en studie
Cyril Ramaphosa werd geboren in Soweto, nabij Johannesburg in de toenmalige Transvaal. Nadat hij het grootste deel van zijn kinderjaren in Soweto doorbracht, schreef hij zich in 1971 in aan de Mphaphuli Hogeschool in Sibasa, Venda, om daarna in 1972 een rechtenstudie te starten aan de Universiteit van het Noorden. Op de universiteit raakte Ramaphosa betrokken bij de studentenpolitiek en hij sloot zich aan bij de Zuid-Afrikaanse Studentenorganisatie (SASO) en bij de Black People's Convention (BPC). Het organiseren van een pro-Frelimo-bijeenkomst leidde tot zijn arrestatie. Ingevolge Artikel 6 van de Wet op het Terrorisme kreeg hij een straf van 11 maanden eenzame opsluiting. In 1976 werd hij weer in hechtenis genomen, nu voor een periode van 4 maanden. Na zijn vrijlating werd hij klerk voor een advocatenbureau uit Johannesburg en vervolgde zijn studie aan Universiteit van Zuid-Afrika (UNISA), waar hij in 1981 afstudeerde. Ramaphosa wordt tot het volk van de Venda gerekend.

### Politiek activist en vakbondsleider
Na het behalen van zijn diploma trad Ramaphosa, als juridisch adviseur, toe tot de Raad van Unies van Suid-Afrika (CUSA). In 1982 richtte hij, in opdracht van de CUSA, een vakbond voor mijnwerkers op; deze vakbond werd nog hetzelfde jaar uitgeroepen tot de Nationale Unie van Mijnwerkers (NUM). Ramaphosa werd in Lebowa gearresteerd op beschuldiging van het organiseren van een bijeenkomst in Namakgale die verboden was door de plaatselijke autoriteiten.
Ramaphosa werd verkozen als de eerste secretaris-generaal van de Unie, een functie die hij bekleedde tot juni 1991. Onder zijn leiding groeide het aantal leden van de vakbond van 6.000 in 1982 tot 300.000 in 1992, ongeveer de helft van het totale aantal werknemers in de zwarte Zuid-Afrikaanse mijnindustrie. Als secretaris-generaal leidde hij de mijnwerkers in een van de grootste stakingen ooit in Zuid-Afrikaanse geschiedenis.
Toen Nelson Mandela werd vrijgelaten uit de gevangenis, was Ramaphosa lid van het Nationaal Ontvangst Comité.

### Politicus
In 1991 werd Ramaphosa gekozen tot secretaris-generaal van het ANC en in die functie werd hij hoofd van het onderhandelingsteam van het ANC in de onderhandelingen met de Nationale Partij over het einde van de apartheid. Na de eerste volledig democratische verkiezingen, in 1994, werd Ramaphosa verkozen tot voorzitter van de grondwetgevende vergadering van 24 mei 1994 en speelde hij een centrale rol in de regering van nationale eenheid onder president Mandela.
Nadat Ramaphosa de race binnen het ANC om de beoogde opvolging van Mandela had verloren van Thabo Mbeki, nam hij in 1997 ontslag uit de politiek en verhuisde naar de particuliere sector, waar hij directeur werd van New-Afrika Investments Limited. In december 2007 werd hij echter opnieuw gekozen in het Nationaal Uitvoerend Comité van het ANC en vijf jaar later, in december 2012, werd hij vicevoorzitter van de partij onder Jacob Zuma.
In augustus 2014 verscheen Ramaphosa voor een commissie die de dood van 34 mijnwerkers onderzocht tijdens de staking in de platinamijnen rond Marikana, op 16 augustus 2012. Hij was destijds adviseur van de directie van het Britse mijnbouwbedrijf Lonmin, de eigenaar van de mijn waar wekenlang werd gestaakt voor hoger loon. Ramaphosa had een dag voor de dood van de mijnwerkers een bericht naar Lonmin gestuurd waar hij aandrong op harde maatregelen om de staking te breken. Als adviseur bij Lonmin ontving hij 20.000 euro per maand.
Na de parlementsverkiezingen van 2014 werd Ramaphosa door president Zuma benoemd tot vicepresident van Zuid-Afrika. Op 25 mei 2014 werd hij in het kabinet-Zuma II als zodanig beëdigd. Nadien nam hij afstand van zijn zakelijke belangen om belangenverstrengeling te voorkomen. In mei 2015 trad hij af als voorzitter van het investeringsbedrijf Shanduka Group en een jaar later verkocht hij zijn aandelenbelang van 30% in die groep. Shanduka Group werd door hem in 2001 opgericht en had of heeft belangen in mijnbedrijven, financiële instellingen, de Zuid-Afrikaanse dochter van McDonald's en Coca-Cola-fabrieken. Forbes taxeerde zijn vermogen op US$ 275 miljoen in december 2011.
In december 2017 werd Ramaphosa verkozen tot leider van het ANC voor vijf jaar. Hij won met 2440 stemmen tegen 2261 voor zijn opponent Nkosazana Dlamini-Zuma, een ex-vrouw van Jacob Zuma. Op 14 februari 2018 trad Zuma, verdacht van corruptie, af als president van Zuid-Afrika. Ramaphosa werd op 15 februari 2018 ingezworen als president. Later die maand presenteerde hij zijn eerste kabinet.

## President 2019-2024
Tijdens de verkiezingen op 8 mei 2019 kreeg het ANC 57,51% van de stemmen, bijna 5%-punt minder dan bij de vorige verkiezingen in 2014. Ramaphosa vormde hierop zijn tweede kabinet en werd op 25 mei 2019 beëdigd als president voor de officiële termijn van vijf jaar. Hij beloofde op te treden tegen de corruptie die het openbaar bestuur ondermijnt en het ANC stemmen heeft gekost.
De Zuid-Afrikaanse anticorruptiewaakhond beschuldigde Ramaphosa in 2019 ervan het parlement opzettelijk te hebben misleid over een gift die hij in 2017 heeft ontvangen. Ramaphosa voerde toen campagne om gekozen te worden als leider van het ANC. Het zou gaan om een donatie van ongeveer 32.000 euro die Ramaphosa via zijn zoon ontving. Het geld kwam van facilitair bedrijf Bosasa dat herhaaldelijk van corruptie is beschuldigd, onder andere ook in verband met oud-president Zuma.
Vanaf 10 februari 2020 was president Ramaphosa gedurende een jaar voorzitter van de Afrikaanse Unie. In diezelfde periode werd het continent getroffen door de coronapandemie. Op 23 maart 2020 kondigde Ramaphosa voor geheel Zuid-Afrika een lockdown af, waarbij de grenzen werden gesloten en scholen, restaurants en niet-essentiële winkels op slot gingen. Inwoners werd opgedragen niet de straat op te gaan. Tijdens de pandemie vielen in Zuid-Afrika meer dan 100.000 doden.
Over de Russische invasie van Oekraïne, die sinds februari 2022 gaande is, werd door de regering-Ramaphosa een neutraal standpunt ingenomen. Samen met de premier van Egypte en de staatshoofden van Senegal, Oeganda, de Comoren en Zambia reisde Ramaphosa in juni 2023 naar Kiev en Sint-Petersburg om een vredesplan voor te stellen, maar dit werd door de Russische president Vladimir Poetin verworpen.

## President 2024-
Medio 2024 verloor de ANC de meerderheid voor het eerst in 30 jaar. In juni 2024 bereikte de partij overeenstemming met de Democratische Alliantie en enkele kleinere partijen. De Democratische Alliantie was lange tijd de belangrijkste oppositiepartij en de felste criticus van het ANC. Direct daarop werd Cyril Ramaphosa herkozen voor een tweede termijn. In Zuid-Afrika kiest de Nationale Vergadering de president. Ramaphosa kreeg 283 stemmen en zijn tegenkandidaat Julius Malema kreeg 44 stemmen.

## Persoonlijk
Cyril Ramaphosa is sinds 1996 getrouwd met Tshepo Motsepe, met wie hij vier kinderen kreeg. Eerder was hij elf jaar gehuwd met Hope Ramaphosa (1978–1989), van wie hij ook een kind heeft, en twee jaar met Nomazizi Mtshotshisa (1991–1993).

## Onderscheiding
In 1987 ontving Ramaphosa de Olof Palme-prijs, die dat jaar voor het eerst werd uitgereikt.
- Bibsys: 90774090
- Bibliothèque nationale de France: cb157837560 (data)
- Gemeinsame Normdatei: 135695104
- International Standard Name Identifier: 0000 0001 1461 7798
- Library of Congress Control Number: n85261750
- Nationale Bibliotheek van Tsjechië: jo20211101285
- Nationale Bibliotheek van Israël: 987007423908905171
- Nederlandse Thesaurus van Auteursnamen: 244650314
- Système universitaire de documentation: 069246742
- Virtual International Authority File: 43060849
- WorldCat: E39PBJfhbHvBkcHH4mFRtKth73

Staatspresidenten: Charles Robberts Swart · Theophilus Dönges · Jozua François Naudé (a.i.) · Jacobus Johannes Fouché · Johannes de Klerk (a.i.) · Nicolaas Johannes Diederichs · Marais Viljoen (a.i.) · Balthazar Johannes Vorster · Marais Viljoen · Pieter Willem Botha · Jan Christian Heunis (a.i.) · Frederik Willem de Klerk
Presidenten: Nelson Mandela · Thabo Mbeki · Kgalema Motlanthe · Jacob Zuma · Cyril Ramaphosa